# پلومر (دهانه)
پلومر یک دهانه برخوردی در ماه‌ است.

## دهانه‌های اقماری
این دهانه ۵ دهانه اقماری دارد.
| Plummer | عرض جغرافیایی | طول جغرافیایی | قطر          |
| ------- | ------------- | ------------- | ------------ |
| C       | ۲۳.۷° S       | ۱۵۳.۱° W      | ۲۹.۰ کیلومتر |
| R       | ۲۶.۰° S       | ۱۵۷.۷° W      | ۲۲.۰ کیلومتر |
| M       | ۲۶.۸° S       | ۱۵۴.۹° W      | ۴۱.۰ کیلومتر |
| W       | ۲۳.۹° S       | ۱۵۶.۲° W      | ۳۳.۰ کیلومتر |
| N       | ۲۷.۷° S       | ۱۵۶.۳° W      | ۴۲.۰ کیلومتر |